# Hnîlce, Radîvîliv
Hnîlce (în ucraineană Гнильче) este un sat în comuna Krupeț din raionul Radîvîliv, regiunea Rivne, Ucraina.

## Demografie
Componența lingvistică a localității Hnîlce
     Ucraineană (100%)
Conform recensământului din 2001, toată populația localității Hnîlce era vorbitoare de ucraineană (100%).